# БИПА-Сборная Одесской области (баскетбольный клуб)
БК «Одесса» (ранее был известен под названием «БИПА-Мода», МБК «Одесса», БК «Одесса», ОБК «БИПА») — украинский баскетбольный клуб из города Одесса, основанный в 1992 году, один из самых титулованных клубов Украины. Выступает в Суперлиге Пари-Матч, четырёхкратный чемпион Украины.

## История

### «Бипа-Мода»
Профессиональный баскетбольный клуб в Одессе основан 19 июня 1992 года. У истоков клуба стояли его президент Аркадий Табачник и учредитель Петр Крис, совладельцы украинско-германского предприятия «БИПА-Мода». Новообразованная команда получила такое же название «БИПА-Мода». В середине сезона 1992/1993 к «БИПЕ» присоединился ряд игроков и тренеров из другой одесской команды — «Баскод». Обновлённый коллектив, который возглавил Виталий Лебединцев, в своём первом сезоне, выиграв 40 матчей из 44-х, стал чемпионом Первой лиги. Также «БИПА-Мода» завоевала первый свой трофей — Кубок Украины.
В первом круге сезона 1993/1994, в своем первом сезоне в Высшей лиге, новобранцы класса сильнейших, дважды обыграли в Одессе на тот момент двукратных чемпионов Украины — баскетболистов киевского «Будивельника» и закончили первый круг чемпионата на первом месте. В итоге сезон команда завершила на третьей позиции — в серии плей-офф за «бронзу» «БИПА-Мода» обыграла донецкий «Шахтер» Успехи в сезоне позволили одесситам заявится на международные матчи Еврокубков.

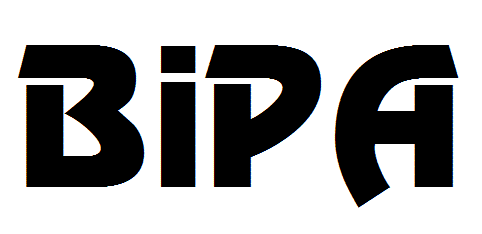
Одна из вариаций логотипа СП «Бипа-Мода»

Несмотря на очевидные успехи клуба, накануне сезона 1994/1995 руководство принимает решение утвердить в качестве тандема тренеров Владимира Родовинского и заслуженного тренера Белоруссии Валентина Воронина. Тем не менее, неудачный старт сезона приводит к тому, что уходит Родовинский, а Воронин после кратковременной самостоятельной работы смещается на позицию второго тренера. Главным же наставником клуба становится немецкий специалист Штефан Кох. В итоге пертурбации на тренерском мостике отражаются и на результатах команды. «Бипа» заканчивает сезон на четвёртом месте.
В сезоне 1995/1996 главным тренером команды назначается Олег Гойхман, который пытается стабилизировать кадровую ситуацию в клубе. Но время, отведенное на творческий поиск, оказывается не безграничным, и в итоге команда опускается на пятое место.
В сезоне 1996/1997 на тренерский мостик «БИПЫ» был приглашен самый именитый его наставник
— заслуженный тренер СССР и России,Юрий Селихов, известный по работе со сборными СССР и России, а также с московским ЦСКА. В рамках селекционной работы был приглашён технический темнокожий разыгрывающий Томас Макги и мощный центровой Александр Окунский. Команда уверенно двигалась по турнирной лестнице, но в финальной серии плей-офф, дважды обыграв дома киевский коллектив «Будивельник-Хорда», трижды уступила в гостях, тем самым, уступив киевлянам «золото» Суперлиги.
Тем не менее, уже в следующем сезоне 1997/1998 Селихов приглашает в команду опытнейших игроков сборной Украины — Игоря Харченко и Леонида Яйло, а также одного из плеймейкеров сборной Литвы — Томаса Почесаса. Одесский клуб впервые становится чемпионом Украины. Более того, преимущество «БИПА-Моды» над своими соперниками настолько велико, что в финальной серии играется всего лишь три матча, и чемпионство команда завоевывает фактически без борьбы. Баскетбольная команда «БИПА-Мода», а позднее СКА «БИПА-Мода», созданная шесть лет назад Аркадием Борисовичем Табачником, превратилась в фаворита всех украинских соревнований, и постепенно входила в ряды грандов европейского баскетбола.

### Гибель Аркадия Табачника
2 декабря 1997 года от пули наемного убийцы на 51 году жизни погибает президент БК «БИПА-Моды», её основатель Аркадий Борисович Табачник и его телохранитель — 42-летний Глеб Жигалов. Кровавая расправа произошла во время утренней пробежки по Тещиному Мосту, которую Табачник совершал ежедневно. Убийца стрелял из автомата Калашникова (калибр 5,45 мм), который был вскоре найден сотрудниками милиции неподалёку от места преступления. На мосту было обнаружено пятнадцать гильз.
Сотрудники СП «Бип-Мода» не скрывали, что и деятельность их предприятия, и содержание баскетбольной команды, и многое другое держалось, как говорится, на директоре, и теперь с его убийством буквально все повисло в воздухе.
В рабочем кабинете Табачника всегда стояли две фотографии: портрет где он вместе с Президентом Украины во время визита в США в ноябре 1994 г., а на стене висел снимок любимой баскетбольной команды «Бипа-Мода», которую он создавал, и в которой, как говорили его коллеги, души не чаял. Потрясенная и обескровленная команда находит в себе силы довести до победного конца сезон 1997/1998. Тем не менее, в межсезонье клуб покидает ряд ведущих игроков, а также её тренер Юрий Селихов.
С тех пор в Одессе в период летнего межсезонья проводится баскетбольный турнир Мемориал Аркадия Табачника, в котором встречаются лучшие коллективы города.

### МБК «Одесса»
После ухода Селихова, к тренерской работе возвращается прежний руководитель коллектива — Виталий Лебединцев, которому пришлось собирать команду буквально по частям. Но постоянные проблемы с финансированием и неопределенность не дают игрокам играть в полную силу.
Сезон 1998/1999 ознаменовался переходом клуба «БИПА-Мода» в статус муниципального и сменой названия на МБК «ОДЕССА». Президентом стал Руслан Борисович Боделан — городской голова Одессы. Появилась надежда на решение проблемы стабильного финансирования команды — главной проблемы большинства спортивных организаций постсоветского пространства. С новыми силами и основательно обновленным составом (как игроков, так и тренеров) команда была настроена весьма серьезно, о чём говорит победа в Финале над киевским ЦСКА.
Это показали и финальные матчи национального чемпионата 1999/2000. Понадобилось пять игр, чтобы выяснить отношения между одесситами и БК Киев — «командой Саши Волкова». Несмотря на значительную разницу в финансовых возможностях клубов, «Одесса» не сдавалась до конца. И хотя первое место досталось-таки столичным «знаменитостям», главный тренер МБК «Одесса» Виталий Лебединцев в интервью газете «Одесса-Спорт» вскоре после окончания чемпионата, мог с чистой совестью заявить: «Меня не покидает ощущение, что мы выиграли финал.»
Сезон 2000/2001 является наиболее удачным в истории клуба: МБК «ОДЕССА» стал чемпионом и обладателем Кубка Украины. Одесситы завоевывают первый европейский трофей — Кубка Вызова NEBL, а Одесский Дворец Спорта удостаивается принимать Финал четырёх этого Европейского Первенства, обойдя в споре за это событие Арену БК «Спартак» из Санкт Петербурга. К сожалению практически все игроки покинули команду в межсезонье, и уже в который раз в Одессе создается новая команда, тренировать которую в следующем сезоне предстояло Валентину Воронину. В межсезонье у МБК «Одесса» появляется фарм-клуб, в котором играют молодые воспитанники одесского баскетбола.
Сезон 2001/2002 также получился золотым для нашей команды — одесситы отстояли свой титул лучшего клуба страны, став четырёхкратными чемпионами Украины. Одесситы получили право выступать в основной сетке NEBL, где в первый год смогли выступили достойно, пройдя во второй раунд соревнований. Теперь, перед вновь обновленной командой, стояли уже более серьезные задачи. Кроме того, что уже даже не обсуждалось, победа в чемпионате Украины, руководство команды поставило задачу успешно выступать в NEBL и в розыгрышах FIBA.
К сожалению не всегда желания совпадают с возможностями. Финансовые перетрубации, не дают нужного результата и клуб постепенно начинает сдавать позиции. В сезоне 2002/2003 МБК «Одесса» занимает третье место в регулярном чемпионате, что сводит коллектив с новым принципиальным соперником из города-спутника Одессы — Южного Баскетбольным Клубом «Химик», принадлежащему Одесскому Припортовому Заводу.
2002 год кладет начало новому феномену украинского баскетбола — Черноморскому Дерби (Одесскому дерби). В этом поединке одесситы берут верх и успешно доходят до финала Суперлиги. Однако на сей раз «золото» досталось набирающему обороты будущему обладателю серии из 7 чемпионств подряд — мариупольскому Азовмашу.
Обещания денег не могут удержать игроков и клуб постепенно скатывается в середняки. Уходят все ново-пришедшие тренера и игроки, а реализации поставленной задачи как не было, так и нет. На тренерском посту клуба появляется Вадим Пудзырей, вчерашний игрок, любимец публики, человек, который также предан Одессе и клубу, как и основатель нашего клуба. МБК «Одесса», несмотря на появляющиеся трудности, по-прежнему является одним из грандов отечественного баскетбола. В серии плей-офф волей судьбы после поражения от доминирующего на всех фронтах Азовмаша, Одесса вновь встречается с Химиком. В сезоне 2003/2004 победа в матче за третье место достается одесситам, разом как и «бронза» Суперлиги. К сожалению пока-что последняя для Южной Пальмиры.
В сезоне 2004/2005 после регулярного чемпионата команды играли не плей-офф, а групповой этап из 6 команд выявлявших дальнейших восьми участников плей-офф. МБК «Одесса» уверенно оказался в первой шестерке, гарантировав тем самым себе место в матчах на выбывание. Но по злому стечению обстоятельств, клубу в очередной раз предстояла битва с соседями в матче за третье место. Хотя битвой это назвать и не получается, БК Химик одержал «сухую» победу в серии 3-0 завоевав свои первые медали на Украине, оставив одесситов ни с чем.
Отсутствие финансирования и отсутствие планомерных тренировок сказывается, в связи с чем наш клуб отбрасывает все дальше и дальше в турнирной таблице. Домашняя арена — Одесский Дворец Спорта часто сдавался под различные мероприятия и выставки из-за чего команда должна была проводить встречи на площадках соперников. Сезон 2005/2006 Одесса завершила на 10 месте. Очередные выборы в стране принесли и смену в одесском городском совете. Клуб буквально находился на грани расформирования. К началу нового сезона МБК «Одесса» насчитывал в составе три игрока.

### БК «Одесса»
В сезоне 2006/2007 клуб перешел в собственность новых владельцев — компании «Синтез-Оил». Команду взяла под опеку группа Приват и пригласила на роль наставника Владимира Брюховецкого. Президентом клуба, который стал называться БК «ОДЕССА», стал Олег Леонидович Бычков. У команды появился дублирующий состав. Был создан детско-юношеский клуб «ДЮК ОДЕССА». Проведена реконструкция УСК «Краян» который в конечном итоге стал для команды домашней ареной. Однако по итогам сезона одесситы остановились в шаге от зоны плей-офф. Тогда от занявших седьмое и восьмое места БК Кривбассбаскет и МБК Николаев команду Брюховецкого отделило всего одно очко. Этого хватило, чтобы руководство решило сменить тренера, вернув в Одессу опытного Юрия Селихова.

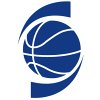
Эмблема клуба в 2006 г.

В сезоне 2011/2012 клуб возвращается в фавориты чемпионата. Подписываются всем уже известный Джастин Лав вместе с бигменом Шоном Кингом и американским разыгрывающим Вилли Дином. Дома команда берет верх в 17 из 22 противостояний. Ведущие игроки регулярно попадают в пятерку недели и месяца. БК «Одесса» становится участником Финала четырёх Кубка Суперлиги в Южном, в котором правда уступает запорожскому Ферро и пожертвовав матчем за третье место, выставив игроков дубля, начинает готовиться к заключительным встречам регулярного чемпионата. Картину омрачил скандал с уходом в феврале из клуба Вилли Дина. В финальной битве за 4 место в регулярном чемпионате одесситы оступаются дома в матче против скромного Кривбассбаскета и в итоге занимают 7 строчку, которая сводит клуб с нынешним обладателем кубка — Будивельником. Однако киевляне встретили очень сильное сопротивление в лице БК «Одесса» и для выяснения победителя понадобились все 5 игр. Киевляне победили, но сил побороться за медали у их клуба уже не было. Главный тренер Одессы , Олег Юшкин, после удачных выступлений коллектива, подписывает долгосрочный контракт с клубом сроком на 5 лет.
Начало сезона 2012/2013 оборачивается полным провалом для Одессы. Дубль команды расформировывается, и часть молодых игроков переходит в аренду в БК Торнадо, выступающий в Высшей Лиге Украины. На место ушедших легионеров берутся молодые игроки из NCAA которые не справляются с прессингом украинского чемпионата. Контракт сроком на два года с клубом подписывает одессит, игрок сборной Украины — Андрей Агафонов. Но усилий отдельных игроков не хватает на полную силу и к концу первого круга команда скатывается на самое дно турнирной таблицы. Но после Нового Года ситуация меняется в лучшую сторону. Молодых легионеров заменяют опытные защитники Т.Брейзлтон и И.Кольевич, а также центровой сборной Латвии К.Ципрус. Команда начинает выбираться с последних рядов и одерживает ряд побед над куда более сильными соперниками. К сожалению, провал в начале сезона оказался очень большим и за 6 игр до конца регулярного чемпионата команда теряет последний шанс на выход в плей-офф.

## Статистика выступлений в чемпионатах Украины

### Основной состав
| Выход в Финал четырёх Кубка | Чемпионы Украины | Квалифицировались в плей-офф | Победа в регулярном чемпионате |

| Сезон     | Место | Лига                                            | Регулярный чемпионат | Регулярный чемпионат | Регулярный чемпионат | Регулярный чемпионат | Регулярный чемпионат | Плей-офф | Кубок |
|           |       |                                                 | Место                | И                    | В                    | П                    | %                    | | |
| --------- | ----- | ----------------------------------------------- | -------------------- | -------------------- | -------------------- | -------------------- | -------------------- | --- | --- |
| 2013/2014 | 6     | Суперлига (1)                                   | 6 (1)                | 26 (6)               | 15 (5)               | 11 (1)               | 57,7 % 83,3 %        | Уступили в 1/4 финала Азовмашу, 0-2                                                                                      | Обыграли в отборочном этапе СК Кривбасс 167:158 (+9) Заняли 1 место в Группе «А» Уступили в 1/4 финала Днепр-Азоту 143:164 (-21)                                                      |
| 2012/2013 | 12    | Суперлига (1)                                   | 12                   | 39                   | 14                   | 25                   | 35,9 %               | Не квалифицировались в плей-офф                                                                                          | Не квалифицировались в кубок |
| 2011/2012 | 7     | Суперлига (1)                                   | 7                    | 39                   | 22                   | 17                   | 56,4 %               | Уступили в 1/4 финала Будивельнику, 2-3                                                                                  | Обыграли в 1/4 финала Говерлу 166:151 (+15) Уступили в полуфинале Ферро-ЗНТУ 90:99 (-9) Уступили в матче за 3 место Химику 52:98 (-46)                                                |
| 2010/2011 | 10    | Суперлига (1)                                   | 10                   | 48                   | 18                   | 30                   | 37,5 %               | Не квалифицировались в плей-офф                                                                                          | Не квалифицировались в кубок |
| 2009/2010 | 8     | Суперлига (1)                                   | 5 (3)                | 26 (10)              | 16 (5)               | 10 (5)               | 61,5 % (50,0 %)      | Уступили в 1/4 финала БК Киев, 1-3 Уступили в матчах за 5-8 места Говерле 2-3 Уступили в матчах за 7-8 места Днепру, 0-3 | Обыграли в 1/8 финала Пульсар 178:149 (+29) Уступили в 1/4 финала Азовмашу 137:171 (-34)                                                                                              |
| 2008/2009 | 4     | Украинская баскетбольная лига                   | 5 (2)                | 36 (8)               | 22 (4)               | 14 (4)               | 61,1 % (50,0 %)      | Обыграли в 1/4 финала Днепр, 3-2 Уступили в полуфинале Будивельнику, 0-3 Уступили в матчах за 3 место Политехнике, 0-3   | Обыграли в 1/8 финала ДУЭП 212:179 (+33) · Обыграли в 1/4 финала Политехнику 179:178 (+1) · Обыграли в полуфинале Днепр-Азот 101:72 (+29) · Уступили в финале Будивельнику 70:76 (-9) |
| 2007/2008 | 11    | Суперлига (1)                                   | 11                   | 22                   | 7                    | 15                   | 31,8 %               | Не квалифицировались в плей-офф                                                                                          | Обыграли в 1/8 финала Николаев 174:166 (+8) Уступили в 1/4 финала Азовмашу, 113:262 (-149)                                                                                            |
| 2006/2007 | 9     | Суперлига (1)                                   | 9                    | 24                   | 10                   | 14                   | 41,7 %               | Не квалифицировались в плей-офф                                                                                          | Обыграли в 1/8 финала Сумыхимпром 183:164 (+19) Уступили в 1/4 финала БК Киев 149:177 (-28)                                                                                           |
| 2005/2006 | 10    | Суперлига (1)                                   | 10                   | 26                   | 8                    | 18                   | 30,8 %               | Не квалифицировались в плей-офф                                                                                          | |
| 2004/2005 | 4     | Суперлига (1)                                   | 5 (4)                | 34 (24)              | 17 (15)              | 17 (9)               | 50,0 % (62,5 %)      | Обыграли в 1/4 финала Сумыхимпром, 2-1 Уступили в полуфинале БК Киев, 0-3 Уступили в матчах за 3 место Химику, 0-3       | не проводился |
| 2003/2004 | 3     | Суперлига (1)                                   | 3                    | 44                   | 33                   | 11                   | 75,0 %               | Обыграли в 1/4 финала Будивельник, 2-0 Уступили в полуфинале Азовмашу, 1-3 Обыграли в матчах за 3 место Химик, 4-2       | не проводился |
| 2002/2003 | 2     | Суперлига (1)                                   | 3                    | 37                   | 30                   | 7                    | 81,1 %               | Обыграли в 1/4 финала Химик, 2-0 Обыграли в полуфинале БК Киев, 3-1 Уступили в финале Азовмашу,0-4                       | не проводился |
| 2001/2002 | 1     | Суперлига (1)                                   | 1                    | 42                   | 38                   | 4                    | 90,5 %               | Обыграли в 1/4 финала Политехнику, 2-0 Обыграли в полуфинале Николаев, 2-0 Обыграли в финале БК Киев, 3-2                | отказались от участия |
| 2000/2001 | 1     | Суперлига (1)                                   | 1                    | 44 4                 | 39 4                 | 5 0                  | 88,6 % 100,0 %       | Обыграли в полуфинале Азовмаш, 2-0 Обыграли в финале БК Киев, 3-2                                                        | Обыграли в полуфинале Будивельник 91:78 (-13) · Обыграли в финале Николаев 82:81 (+1)                                                                                                 |
| 1999/2000 | 2     | Суперлига (1)                                   | 3                    | 40                   | 35                   | 5                    | 87,5 %               | Обыграли в 1/4 финала Будивельник, 2-0 Обыграли в полуфинале ЦСКА, 2-0 Уступили в финале БК Киев, 2-3                    | |
| 1998/1999 | 1     | Суперлига (1)                                   | 2 (2)                | 36 (5)               | 27 (4)               | 9 (1)                | 75,0 % (80,0 %)      | Обыграли в полуфинале Николаев, 2-1 Обыграли в финале ЦСКА, 3-2                                                          | |
| 1997/1998 | 1     | Суперлига (1)                                   | 1                    | 30                   | 27                   | 3                    | 90,0 %               | Обыграли в 1/4 финала Ферро-ЗНТУ, 2-0 Обыграли в полуфинале Николаев, 3-0 Обыграли в финале Будивельник, 3-0             | Уступили в полуфинале ЦСКА-Рико 88:55 (-33) |
| 1996/1997 | 2     | Суперлига (1)                                   | 2                    | 21                   | 16                   | 5                    | 76,2 %               | Обыграли в полуфинале Денди-Баскет, 3-1 Уступили в финале Будивельнику, 2-3                                              | Уступили в полуфинале ЦСКА-Рико 89:98 (-9) |
| 1995/1996 | 5     | Высшая лига (1)                                 | 5                    | 30                   | 19                   | 11                   | 63,3 %               | Не проводился | Уступили в полуфинале Шахтеру 86:117 (-31) |
| 1994/1995 | 4     | Высшая лига (1)                                 | 4                    | 48                   | 29                   | 19                   | 60,4 %               | Уступили в полуфинале Будивельнику, 0-3 Уступили в матче за 3 место Шахтеру, 2-3                                         | Не проводился |
| 1993/1994 | 3     | Высшая лига (1)                                 | 2                    | 44                   | 38                   | 6                    | 86,4 %               | Обыграли в 1/4 финала ТИИТ, 3-0 Уступили в полуфинале Киев-Баскету, 1-3 Обыграли в матчах за 3-е место Шахтер, 3-2       | Не проводился |
| 1992/1993 | 1     | Первая лига (2)                                 | 1                    | 44                   | 40                   | 4                    | 90,9 %               | Повышение | Обыграли в полуфинале УДАУ 136:64 (+72) · Обыграли в финале ТИИТ 100:90 (+10) |
| 1992      | 1     | Отборочный турнир за право играть в первой лиге | 1                    | 5                    | 5                    | 0                    | 100,0 %              | Повышение | |

В сезоне 1994/1995 команды разыгрывали 1-4 и 5-8 места в двух разных сериях плей-офф
С сезона 1996/1997 сильнейший дивизион Украины называется суперлига, в скобках указан номер дивизиона на тот момент.
В сезоне 1998/1999 четверка команд участвующая в серии плей-офф определялась в одно круговом турнире в Киеве в котором принимали участие первые 6 команд регулярного чемпионата. В скобках указаны результаты этого турнира. В плей-офф выходили 4 первые команды.
В сезоне 2000/2001 заняв 1 место в регулярном чемпионате МБК Одесса квалифицировался сразу в полуфинал плей-офф.
В сезоне 2008/2009 БК Одесса принимал участие в альтернативном чемпионате Украины — Украинской Баскетбольной Лиге.
В сезоне 2013/2014 в скобках указаны результаты выступления в Группе А Кубка Украины.

### Чемпионат дублёров
| Сезон     | Место | Дивизион  | Регулярный чемпионат | Регулярный чемпионат | Регулярный чемпионат | Регулярный чемпионат | Регулярный чемпионат | Плей-офф |
|           |       |           | Место                | И                    | В                    | П                    | %                    | |
| --------- | ----- | --------- | -------------------- | -------------------- | -------------------- | -------------------- | -------------------- | --- |
| 2011/2012 | 6     | Суперлига | 6 (3)                | 26 (32)              | 16 (20)              | 10 (12)              | 61,5 % (62,5 %)      | Уступли В 1/4 финала Говерле 78:82 (-4) Обыграли в матче за 5-8 места Донецк Уступили в матче за 5-6 места Днепру                                               |
| 2010/2011 | 10    | Суперлига | 10                   | 48                   | 14                   | 34                   | 29,1 %               | Не квалифицировались в плей-офф |
| 2009/2010 | 9     | Суперлига | 11                   | 26                   | 7                    | 19                   | 26,9 %               | Обыграли матче за 9-14 места БК-93 Пульсар 76:54 (+22) Обыграли в матче за 9-12 места Говерлу 68:61 (+7) Обыграли в матче за 9-10 места МБК Николаев 71:69 (+2) |
| 2008/2009 | 1     | УБЛ       | 1                    | 31                   | 30                   | 1                    | 96,8 %               | не проводился |
| 2007/2008 | 7     | Суперлига | 7                    | 27                   | 12                   | 15                   | 44,4 %               | не проводился |

В сезоне 2012/2013 дублирующий состав был расформирован. Большая часть игроков перешла в БК «Торнадо» Одесса, выступающий в Украинской Высшей Лиге.

## Статистика выступлений в Европейских кубках
| Предварительный Этап II              | Предварительный Этап II | Предварительный Этап II | Предварительный Этап II | Предварительный Этап II |
| ------------------------------------ | ----------------------- | ----------------------- | ----------------------- | ----------------------- |
| 28.09.93                             | Бипа-Мода               | 83:87                   | Задар                   | 39:37 44:50             |
| 05.10.93                             | Задар                   | 87:89                   | Бипа-Мода               | 42:40 45:49             |
| Уступает Задару в серии 174:172 (-2) |                         |                         |                         |                         |

| Предварительный Этап I                    | Предварительный Этап I | Предварительный Этап I | Предварительный Этап I | Предварительный Этап I |
| ----------------------------------------- | ---------------------- | ---------------------- | ---------------------- | ---------------------- |
| 08.09.94                                  | Мерани                 | 73:100                 | Бипа-Мода              | 37:45 36:55            |
| 14.09.94                                  | Бипа-Мода              | 94:76                  | Мерани                 | 53:46 41:30            |
| Побеждает у Мерани в серии 194:149 (+45)  |                        |                        |                        |                        |
| Предварительный Этап II                   |                        |                        |                        |                        |
| 28.09.94                                  | Сопрони Асдзок         | 100:101                | Бипа-Мода              | 51:38 49:63            |
| 05.10.94                                  | Бипа-Мода              | 97:72                  | Сопрони Асдзок         | 49:38 48:34            |
| Побеждает у Сопрони в серии 198:172 (+24) |                        |                        |                        |                        |
| Предварительный Этап III                  |                        |                        |                        |                        |
| 26.10.94                                  | Бипа-Мода              | 54:78                  | Хапоэль                | 25:47 29:31            |
| 06.11.94                                  | Хапоэль                | 80:94                  | Бипа-Мода              | 38:40 42:54            |
| Уступает Хапоэлю в серии 158:148 (-10)    |                        |                        |                        |                        |

| Предварительный Этап I                 | Предварительный Этап I | Предварительный Этап I | Предварительный Этап I | Предварительный Этап I |
| -------------------------------------- | ---------------------- | ---------------------- | ---------------------- | ---------------------- |
| 06.09.95                               | Бипа-Мода              | 87:78                  | Маккаби                | 48:44 39:34            |
| 13.09.95                               | Маккаби                | 89:63                  | Бипа-Мода              | 45:39 44:24            |
| Уступает Маккаби в серии 167:150 (-17) |                        |                        |                        |                        |

| Предварительный Этап III                 | Предварительный Этап III | Предварительный Этап III | Предварительный Этап III | Предварительный Этап III |
| ---------------------------------------- | ------------------------ | ------------------------ | ------------------------ | ------------------------ |
|                                          | Динамо-Эрбасу            | 58:80                    | СКА Бипа-Мода            |                          |
|                                          | СКА Бипа-Мода            | 88:81                    | Динамо-Эрбасу            | 41:37 47:44              |
| Побеждает у Динамо в серии 168:139 (+29) |                          |                          |                          |                          |

Групповой Этап — Группа F
|    | Команда           | Игр | Поб | Пор | Зб  | Пр  | Оч. |
| -- | ----------------- | --- | --- | --- | --- | --- | --- |
| 1. | Мейшуспор         | 6   | 5   | 1   | 427 | 418 | +9  |
| 2. | Нанси-Слук Баскет | 6   | 3   | 3   | 471 | 436 | +35 |
| 3. | Интерьев Кршко    | 6   | 2   | 4   | 417 | 435 | -18 |
| 4. | СКА Бипа-Мода     | 6   | 2   | 4   | 443 | 469 | -26 |

- 1 команда выходит в 1/16

Групповой Этап — Группа А
|    | Команда           | игры | Поб. | Пор. | Заб. | Про. | Разн. | Оч. |
| 1. | Пинтурас Бадалона | 10   | 9    | 1    | 884  | 782  | +102  | 19  |
| 2. | СК Тофаш Бурса    | 10   | 7    | 3    | 793  | 698  | +95   | 17  |
| 3. | СКА Бипа-Мода     | 10   | 7    | 3    | 731  | 644  | +87   | 17  |
| 4. | Тимвэ Хельсинки   | 10   | 5    | 5    | 738  | 735  | + 3   | 15  |
| 5. | Локиай Земайтия   | 10   | 2    | 8    | 734  | 854  | — 120 | 12  |
| 6. | Работнички Скопье | 10   | 0    | 10   | 653  | 820  | — 167 | 10  |

| Плей-офф 1/16                          | Плей-офф 1/16        | Плей-офф 1/16 | Плей-офф 1/16        | Плей-офф 1/16 |
| -------------------------------------- | -------------------- | ------------- | -------------------- | ------------- |
|                                        | Сланск Айдиа Вроцлав | 58:80         | СКА Бипа-Мода        |               |
|                                        | СКА Бипа-Мода        | 88:81         | Сланск Айдиа Вроцлав | 41:37 47:44   |
| Уступает Сланску в серии 143:171 (+28) |                      |               |                      |               |

Групповой Этап — Группа H
|    | Команда              | игры | Поб. | Пор. | Заб. | Про. | Разн. | Оч. |
| 1. | Бенеттон Тревизо     | 10   | 10   | 0    | 822  | 644  | +178  | 20  |
| 2. | УНИКС                | 10   | 5    | 5    | 757  | 748  | +9    | 15  |
| 3. | Оваренсе Аэросолес   | 10   | 4    | 6    | 682  | 697  | -15   | 14  |
| 4. | Оберварт Ганнерс     | 10   | 4    | 6    | 691  | 748  | -57   | 14  |
| 5. | Ганс Веркерк Кейкенс | 10   | 4    | 6    | 593  | 639  | -46   | 14  |
| 6. | СКА Бипа-Мода        | 10   | 3    | 7    | 655  | 724  | -69   | 12  |

Предварительный Раунд — Группа С
Дворец Спорта, Одесса — 21-23 февраля 2001
|    | Команда      | Игр | Поб | Пор | Зб  | Пр  | раз |
| -- | ------------ | --- | --- | --- | --- | --- | --- |
| 1. | МБК «Одесса» | 3   | 3   | 0   | 278 | 223 | +55 |
| 2. | Алита        | 3   | 2   | 1   | 296 | 280 | +16 |
| 3. | БК «Спартак» | 3   | 1   | 2   | 262 | 248 | +14 |
| 4. | БК «РТИ»     | 3   | 0   | 2   | 245 | 330 | -85 |

- 3 команды выходят во второй раунд

Полуфиналы — Группа F
Тарту, Эстония
|  | Полуфиналы    | Полуфиналы |    |               | Финал         | Финал |
|  | 20 Марта 2001 |            |    |               | 21 Марта 2001 |       |
|  |               |            |    |               |               |       |
|  | МБК «Одесса»  | 63         |    |               |               |       |
|  | Ульрикен Иглз | 57         |    |               |               |       |
|  |               |            |    |               |               |       |
|  |               |            |    |               |               |       |
|  |               |            |    |               | МБК «Одесса»  | 87    |
|  |               | Дельта     | 77 |               |               |       |
|  |               |            |    |               |               |       |
|  |               |            |    |               |               |       |
|  |               |            |    |               | 3-е место     |       |
|  |               |            |    |               |               |       |
|  | Дельта        | 78         |    | Ульрикен Иглз | 63            |       |
|  | Норчепинг     | 76         |    |               | Норчепинг     | 97    |

- Победитель группы выходит в Финал четырёх NEBL

Финал четырёх
Дворец Спорта, Одесса
|  | Полуфиналы        | Полуфиналы |    |                   | Финал          | Финал |
|  | 27 Апреля 2001    |            |    |                   | 28 Апреля 2001 |       |
|  |                   |            |    |                   |                |       |
|  | МБК «Одесса»      | 102 (85)   |    |                   |                |       |
|  | Бёрмингем Буллетс | 93 (85)    |    |                   |                |       |
|  |                   |            |    |                   |                |       |
|  |                   |            |    |                   |                |       |
|  |                   |            |    |                   | МБК «Одесса»   | 98    |
|  |                   | Алита      | 82 |                   |                |       |
|  |                   |            |    |                   |                |       |
|  |                   |            |    |                   |                |       |
|  |                   |            |    |                   | 3-е место      |       |
|  |                   |            |    |                   |                |       |
|  | Алита             | 92         |    | Бёрмингем Буллетс | 83             |       |
|  | БК «Гродно-93»*   | 88         |    |                   | БК «Гродно-93» | 86    |

- Изначально в Финале четырёх должен был принимать участие победитель группы Е БК «Спартак»(Санкт-Петербург). Но, из-за отказа отправлять основной состав в Одессу, ввиду неудобного календаря — команду заменили финалистом группы — коллективом из Гродно.

Первый Раунд — Группа В
|    | Команда    | Игр | Поб | Пор | Зб   | Пр   | Оч |
| -- | ---------- | --- | --- | --- | ---- | ---- | -- |
| 1. | Полония    | 8   | 7   | 1   | 80,6 | 73,1 | 15 |
| 2. | Кёльн-99   | 8   | 6   | 2   | 80,8 | 73,8 | 14 |
| 3. | МБК Одесса | 8   | 5   | 3   | 83,5 | 77,6 | 13 |
| 4. | Сконто     | 8   | 5   | 3   | 88,0 | 86,6 | 13 |
| 5. | Калев      | 8   | 4   | 4   | 82,5 | 83,9 | 12 |
| 6. | Хонка      | 8   | 3   | 5   | 78,8 | 78,0 | 11 |
| 7. | Вюрцбург   | 8   | 3   | 5   | 82,9 | 82,9 | 11 |
| 8. | Алита      | 8   | 2   | 6   | 72,7 | 81,4 | 10 |
| 9. | Гродно-93  | 8   | 1   | 7   | 75,3 | 80,0 | 9  |

- 4 команды выходят во второй раунд

Второй Раунд — Группа Е
|    | Команда      | Игр | Поб | Пор | Зб  | Пр  | Оч |
| -- | ------------ | --- | --- | --- | --- | --- | -- |
| 1. | Вентспилс    | 6   | 5   | 1   | 566 | 511 | 11 |
| 2. | ЦСКА         | 6   | 3   | 3   | 562 | 531 | 9  |
| 3. | МБК «Одесса» | 6   | 2   | 4   | 479 | 525 | 8  |
| 4. | Фенербахче   | 6   | 2   | 4   | 526 | 566 | 8  |

- Победитель выходит в Финал четырёх

| Региональный Квалификационный раунд 2 — Группа В | Региональный Квалификационный раунд 2 — Группа В | Региональный Квалификационный раунд 2 — Группа В | Региональный Квалификационный раунд 2 — Группа В | Региональный Квалификационный раунд 2 — Группа В | Региональный Квалификационный раунд 2 — Группа В | Региональный Квалификационный раунд 2 — Группа В | Региональный Квалификационный раунд 2 — Группа В |
|                                                  | Команда                                          | Игр                                              | Поб                                              | Пор                                              | Зб                                               | Пр                                               | Оч                                               |
| ------------------------------------------------ | ------------------------------------------------ | ------------------------------------------------ | ------------------------------------------------ | ------------------------------------------------ | ------------------------------------------------ | ------------------------------------------------ | ------------------------------------------------ |
| 1.                                               | Анвил Влоцлавек                                  | 8                                                | 8                                                | 0                                                | 666                                              | 537                                              | 16                                               |
| 2.                                               | МБК Одесса                                       | 8                                                | 4                                                | 4                                                | 655                                              | 686                                              | 12                                               |
| 3.                                               | БК Копенгаген                                    | 8                                                | 3                                                | 5                                                | 586                                              | 579                                              | 11                                               |
| 4.                                               | Эурас Екатеринбург                               | 8                                                | 3                                                | 5                                                | 567                                              | 589                                              | 11                                               |
| 5.                                               | Тарту Рок                                        | 8                                                | 2                                                | 6                                                | 589                                              | 672                                              | 10                                               |

- Победитель группы выходит в Финал четырёх

| Групповой Этап — Группа А | Групповой Этап — Группа А | Групповой Этап — Группа А | Групповой Этап — Группа А | Групповой Этап — Группа А | Групповой Этап — Группа А | Групповой Этап — Группа А | Групповой Этап — Группа А |
|                           | Команда                   | Игр                       | Поб                       | Пор                       | Зб                        | Пр                        | Оч                        |
| ------------------------- | ------------------------- | ------------------------- | ------------------------- | ------------------------- | ------------------------- | ------------------------- | ------------------------- |
| 1.                        | УНИКС Казань              | 6                         | 6                         | 0                         | 544                       | 428                       | 12                        |
| 2.                        | МБК Одесса                | 6                         | 3                         | 3                         | 522                       | 557                       | 9                         |
| 3.                        | Хапоэль Иерусалим         | 6                         | 2                         | 4                         | 511                       | 525                       | 8                         |
| 4.                        | Турк Телеком Анкара       | 6                         | 1                         | 5                         | 478                       | 545                       | 7                         |

- В 1/4 проходят шесть первых мест и два лучших вторых.

Групповой Этап — Группа D
|    | Команда       | Игр | Поб | Пор | Зб   | Пр   | Раз  |
| -- | ------------- | --- | --- | --- | ---- | ---- | ---- |
| 1. | Динамо Москва | 14  | 11  | 3   | 1233 | 1090 | +143 |
| 2. | Ирони Нагария | 14  | 11  | 3   | 1251 | 1134 | +117 |
| 3. | Марусси       | 14  | 10  | 4   | 1161 | 1037 | +124 |
| 4. | Воиводина     | 14  | 9   | 5   | 1193 | 1115 | +78  |
| 5. | Нимбурк       | 14  | 6   | 8   | 1172 | 1179 | -7   |
| 6. | Нанси         | 14  | 5   | 9   | 1107 | 1148 | -41  |
| 7. | МБК Одесса    | 14  | 3   | 11  | 1084 | 1182 | -98  |
| 8. | Калев         | 14  | 1   | 13  | 984  | 1300 | -316 |

- В 1/8 проходят первые 4 команды

| Северная Конференция — Групповой Этап — Группа С | Северная Конференция — Групповой Этап — Группа С | Северная Конференция — Групповой Этап — Группа С | Северная Конференция — Групповой Этап — Группа С | Северная Конференция — Групповой Этап — Группа С | Северная Конференция — Групповой Этап — Группа С | Северная Конференция — Групповой Этап — Группа С | Северная Конференция — Групповой Этап — Группа С |
|                                                  | Команда                                          | Игр                                              | Поб                                              | Пор                                              | Зб                                               | Пр                                               | Раз                                              |
| ------------------------------------------------ | ------------------------------------------------ | ------------------------------------------------ | ------------------------------------------------ | ------------------------------------------------ | ------------------------------------------------ | ------------------------------------------------ | ------------------------------------------------ |
| 1.                                               | Локомотив Ростов                                 | 6                                                | 6                                                | 0                                                | 505                                              | 389                                              | 12                                               |
| 2.                                               | МБК Одесса                                       | 6                                                | 4                                                | 2                                                | 469                                              | 419                                              | 10                                               |
| 3.                                               | Сумыхимпром                                      | 6                                                | 2                                                | 4                                                | 424                                              | 463                                              | 8                                                |
| 4.                                               | Нюбит Таллин                                     | 6                                                | 0                                                | 5                                                | 380                                              | 507                                              | 6                                                |

- Лучшие 8 команд из 3 групп выходят в плей-офф

| Северная Конференция — Плей-офф — 1/4 | Северная Конференция — Плей-офф — 1/4 | Северная Конференция — Плей-офф — 1/4 | Северная Конференция — Плей-офф — 1/4 | Северная Конференция — Плей-офф — 1/4 |
| ------------------------------------- | ------------------------------------- | ------------------------------------- | ------------------------------------- | ------------------------------------- |
| 12.01.05                              | Эурас                                 | 80:64                                 | БК Одесса                             | 20:14 22:17 25:18 13:15               |
| 20.01.05                              | БК Одесса                             | 91:83                                 | Эурас                                 | 26:15 17:24 26:24 22:20               |
| Уступает Эурасу в серии 163:155 (-8)  |                                       |                                       |                                       |                                       |

| Предварительный Этап I                  | Предварительный Этап I | Предварительный Этап I | Предварительный Этап I | Предварительный Этап I  |
| --------------------------------------- | ---------------------- | ---------------------- | ---------------------- | ----------------------- |
| 30.10.07                                | БК Спартак             | 86:88                  | БК Одесса              | 22:21 21:19 10:21 33:27 |
| 06.11.07                                | БR Одесса              | 87:89                  | БК Спартак             | 21:22 25:21 20:20 20:13 |
| Уступает Спартаку в серии 174:162 (-12) |                        |                        |                        |                         |

## Принципиальные соперники
За время своего выступления в чемпионате Украины, клуб успел порадовать любителей баскетбола не одной серией напряженных игр в борьбе, как за золото первенства, так и в рядовых встречах чемпионата Суперлиги.
- Химик (Южный)
- Будивельник (Киев)
- БК Киев
- МБК Николаев

### Южный — Черноморское Дерби (Одесское Дерби)
После основания в 2001 году БК Химик в сезоне 2002/2003 обеспечивает себе выход в высший дивизион украинского баскетбола. С тех самых пор начались противостояния Одессы и Химика. Дерби одесской области (Одесское дерби, Черноморское дерби) всегда носило принципиальный характер. Даже когда один из соперников находился не в лучшем состоянии.
На нынешний момент было сыграно 44 официальных матча между клубами. 23 победы праздновал Химик и 21 раз верх брал одесский коллектив.

### Киев
Наиболее жестким противостоянием начала нового тысячелетия были игры одесской команды (тогда ещё СКА «Бипа-Мода») с киевскими коллективами. Пять из шести финальных розыгрышей одесситы провели именно с киевскими командами — БК «Будивельник», БК «Киев», ЦСКА. Также в основе взаимной неприязни было лежало противостояние двух крупных городов страны, а также давние враждебные футбольные отношения между фанатами Черноморца и Динамо. Также часто бывали случаи фанатских стычек.

### Николаев — Южноукраинское Дерби
По территориальному признаку всегда напряженными выходили встречи соседей из портовых городов. МБК Николаев — один из старейших клубов УССР, принимал участие во всех розыгрышах чемпионата Украины. Клубы ни разу не боролись в финалах плей-офф, но победа над соседями всегда являлась приятным трофеем любого чемпионата.

## Талисман и Группа поддержки
Талисман
Талисманом команды является Черноморская Акула. Появился он, когда клуб был переименован в БК Одесса и был представлен новый логотип, на котором тоже изображена акула. Имени у талисмана нет, и все болельщики называли его по-разному — от Мастера-Акулы до Шаркибоя.
Талисман не раз попадал в интересные ситуации во время игр. В 2009 году после очередного неудачного броска центровой «Черкасских мавп» серб Владислав Драгойлович со всей силы ударил кулаком в лицо парня в костюме акулы. От удара первокурсник Роман рухнул на паркет. Помогать ему подняться бросился сам баскетболист, который решил, что перед ним стоит кукла, а не человек. В 2012 году в серии плей-офф защитник Будивельника Луис Флорес обрушил на себя свист с трибун когда он вместе с судьями начал отталкивать акулу из под щита, чтобы тот не мешал ему спокойно бросать штрафные. При этом акула стояла неподвижно. К слову, обе игры соперники проиграли.
Группа поддержки
С 2010 года группой поддержки клуба стала команда Flash Stars, главная команда Одесской Областной Федерации Черлидинга. С тех пор девушки входили в пятерку лучших команд по итогам сезона Суперлиги, и были приглашены выступать на Финале четырёх 2012 в городе Южный. В сезоне 2012/13 полностью обновился состав, а главным тренером стала бывшая участница команды, а ныне главный тренер ООФЧ в направлении групп поддержки — Дария Чернова.
На Кубке Украины по Черлидингу 2013 года Flash Stars завоевали золотые медали в номинации хип-хоп команда.

## Индивидуальные награды
| Лучший центровой игрок - Шон Кинг — 2012 Самый прогрессирующий игрок - Ярослав Зубрицкий — 2005 Сборная защиты Суперлиги - Эдди Барлоу — 2008 MVP Матча всех звёзд Суперлиги - Джон де Гроат — 2010 | Стартовая пятерка Матча всех звёзд Суперлиги (УБЛ) - Отис Хилл — 2009 - Ростислав Кривич — 2011 - Шон Кинг — 2012 Вторая пятерка Матча всех звёзд Суперлиги (УБЛ) - Джером Коулман — 2009 - Джон де Гроат — 2010 - Станислав Балашов — 2010 Тренеры Сборной всех звёзд Суперлиги (УБЛ) - Виталий Лебединцев — 2009 - Олег Юшкин — 2012 Лучший тренер сезона в Суперлиге - Виталий Лебединцев — 1999 | Сборная Суперлиги (первая команда) - Денис Петенев — 2001 - Шон Кинг — 2012 Сборная Суперлиги (вторая команда) - Вадим Пудзырей — 2001 - Ярослав Зубрицкий — 2004, 2005 - Евгений Анненков — 2004 - Эдмундс Валейко — 2004 Сборная Суперлиги (иностранные игроки) - Эдмундс Валейко — 2004 - Владимир Минчаков — 2004 - Шон Кинг — 2012 |

- В 2009 году игроки и тренер БК «Одесса» представляли команду Запада в Матче всех Звезд Украинской Баскетбольной Лиги.

## Известные игроки

### Игроки внесенные в зал славы клуба
| - № 5 Вадим Пудзырей - № 4 Олег Юшкин |

### Известные Игроки
| - Геннадий Кузнецов - Виталий Усенко - Игорь Харченко - Николай Хряпа - Игорь Иванович Молчанов - Леонид Яйло - Ярослав Зубрицкий - Александр Окунский - Алексей Полторацкий - Вадим Матюкевич - Олег Ткач - Евгений Анненков |  | - Томас Пачесас - Эдмундс Валейко - Алексей Карванен - Томас Макги - Эдди Барлоу - Отис Хилл - Уэйн Уоллос - Джон Дегроат - Джеррелл Блессингейм - Вилли Дин - Шон Кинг - Гарт Джозеф |

## Главные тренеры
- Виталий Лебединцев: 1992—1994
- Владимир Родовинский: 1994
- Валентин Воронин и. о.: 1994—1995
- Штефан Кох: 1995
- Олег Гойхман: 1995—1996
- Юрий Селихов: 1996—1998
- Виталий Лебединцев: 1998—2001
- Геннадий Защук: 2001
- Валентин Воронин: 2001—2003
- Вадим Пудзырей: 2003—2006
- Владимир Брюховецкий: 2006—2007
- Юрий Селихов: 2007—2008
- Андрей Другаченок и. о.: 2008
- Вадим Пудзырей и. о.: 2008
- Виталий Лебединцев: 2008—2010
- Олег Юшкин: 2010—2015, 2017—2018.
- Дмитрий Шаламов: 2019—2022.
- Вадим Пудзырей: 2015—2017, 2022-н. в.

## Титулы
Чемпионат Украины (Суперлига)
- Чемпион (4): 1998, 1999, 2001, 2002
- Серебряный призёр (3): 1997, 2000, 2003
- Бронзовый призёр (3): 1994, 2004, 2023

Первая лига
- Чемпион (1): 1993

Кубок Украины
- Обладатель (2): 1993, 2001
- Финалист (1): 2019

Кубок УБЛ
- Финалист (1): 2009

Кубок Вызова НЕБЛ
- Обладатель (1): 2001

## Названия клуба
- «БИПА-Мода» 1992—1996
- «БИПА-Мода-СКА» 1996—1999
- МБК «Одесса» 1999—2006
- БК «Одесса» 2006—2015
- ОБК «БИПА» 2015—2017
- БК «БИПА-Одесса» 2017—н. в.

## Президенты
- Табачник Аркадий Борисович 1992—1999
- Боделан Руслан Борисович 1999—2006
- Бычков Олег Леонидович 2006—2015
- Розенцвит Григорий Владимирович 2015—2017
- Бумбурас Пантелеймон Васильевич 2017—2018